# Jesús Chong
Jesús Chong (* 7. Januar 1965 in Gómez Palacio, Mexiko) ist ein ehemaliger mexikanischer Boxer im Halbfliegengewicht. 

## Profikarriere
Im Jahre 1987 begann er erfolgreich seine Profikarriere. Am 31. Mai 1997 boxte er gegen Eric Griffin um den Weltmeistertitel des Verbandes WBO und siegte durch K. o. Diesen Gürtel verlor er allerdings bereits bei seiner ersten Titelverteidigung im August desselben Jahres an Melchor Cob Castro nach Punkten.
Im Jahre 2003 beendete er seine Karriere.